# Heteragrion triangulare
Heteragrion triangulare – gatunek ważki z rodziny Heteragrionidae. Występuje na terenie Ameryki Południowej.